# 自动分析仪

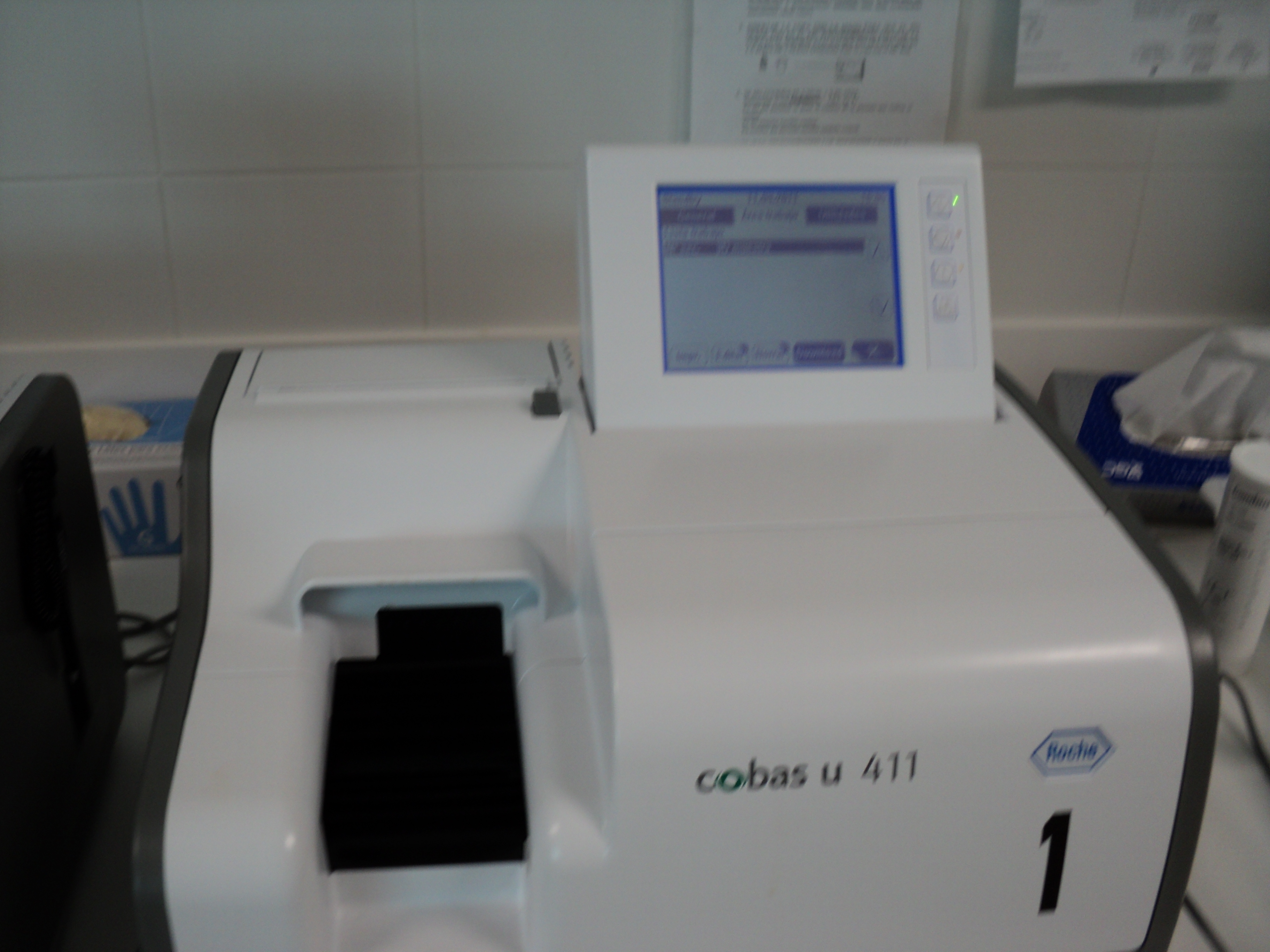
科巴斯u411

自动分析仪是一种使用Technicon公司首先进行的称为连续流动分析（CFA）或更准确地说是分段流动分析（SFA）的流动技术的自动化分析仪 。 该仪器由Leonard Skeggs博士于1957年发明，并由Jack Whitehead的Technicon Corporation商业化。 最初的应用是用于临床分析，但是很快就用于工业和环境分析。该设计基于用气泡分割连续流动的流体。 

## 工作原理
连续流动分析（CFA）是一个通用术语，涵盖分段流动分析（SFA）和流动注入分析（FIA）。 在分段流动分析中，连续的物料流被气泡分成离散的部分，在其中发生化学反应。连续不断的液体样品和试剂流在管道和混合盘管中合并并运输。管道将样品从一个设备传递到另一个设备，每个设备执行不同的功能，例如蒸馏、透析、萃取、离子交换、加热、培养和信号的后续记录。SFA的基本原理是引入气泡。 气泡将每个样本分成离散的小包，并充当小包之间的屏障，以防止当它们沿着玻璃管的长度行进时发生交叉污染。 气泡还通过产生湍流来帮助混合，并为操作员提供了快速简便的液体流动特性检查。样品和标准品在流经流体路径的过程中以完全相同的方式进行处理，从而消除了稳态信号的必要性，但是，由于气泡的存在会产生一个几乎为方波的波形，使系统处于稳定状态不会显著降低吞吐量（第三代CFA分析仪平均每小时可采集90个或更多样品），并且因为稳态信号（化学平衡）更准确，可重现，是理想的。  。 达到稳态可达到最低检测极限。 
连续分段流量分析仪（SFA）由不同的模块组成，包括采样器、泵、混合线圈、可选的样品处理仪器（透析，蒸馏，加热等）、检测器和数据生成器。 大多数连续式流量分析仪取决于使用光度计的颜色反应 ，但是，还发展了ISE、火焰光度法、ICAP、荧光法等方法。 

### 流动注射分析仪
流动注射分析（FIA）由Ruzicka和Hansen于1975年提出， 第一代FIA技术被称为流动注射（FI），其灵感来自于1950年代初期由Skeggs发明的自动分析仪技术。   斯凯格斯（Skeggs）的自动分析仪使用空气分段将流动的流分成许多离散的段，以建立通过流动通道移动的一连串的单个样品，而FIA系统将每个样品与后续样品与载体试剂分离。 自动分析仪将样品与试剂均匀混合，而在所有FIA技术中，样品和试剂会合并形成浓度梯度，从而产生分析结果。 
FIA方法可用于快速反应以及缓慢反应。对于缓慢的反应，通常使用加热器。由于所有样品和标准品的反应时间都相同，因此反应无需完全完成。对于通常使用FIA测量的典型测定（例如亚硝酸盐，硝酸盐，氨，磷酸盐），每小时处理60-120个样品的情况并不罕见。 
FIA方法受限于获得可测量信号所需的时间量，因为通过管道的行进时间往往会使峰变宽到样品可以相互融合的程度。通常，如果在两分钟内（最好小于一分钟）无法获得足够的信号，则不应使用FIA方法。   应对需要更长反应时间的反应进行分段。但是，考虑到FIA相关出版物的数量以及FIA在系列测定中的广泛使用，“一分钟”的时间限制似乎并不严重限制大多数现实中的测定。然而，基于慢速化学反应的分析必须以停止流动模式（SIA）或通过分段流动进行。 
OI Analytical在其气体扩散安培总氰化物方法中使用分段式流动注射分析技术，该技术通过流动注射分析可实现长达10分钟的反应时间。 
Technicon在FIA被Ruzicka和Hansen提倡之前就进行了试验。 安德列斯·法拉利（Andres Ferrari）报告说，如果流速增加而油管直径减小，则没有气泡就可以进行分析。  实际上，Skegg在自动分析仪上的首次尝试并未分段。 Technicon选择不采用FIA，因为这会增加试剂消耗和分析成本。     

第二代FIA技术称为顺序注射分析（SIA），由Ruzicka和Marshal于1990年提出，并在随后的十年中得到了进一步发展和小型化。它使用流量编程而不是连续流量模式（由CFA和FIA使用），从而可以根据分析规程的各个步骤定制流量和流量方向。反应物通过反向流动进行混合，并在反应混合物通过停止流动在检测器内停止时进行测量。微型色谱是在微柱上进行的，微柱通过微流控操作自动更新。 SI中使用的微升样品和试剂量的离散泵送和计量仅在每次进样时都会产生浪费。 FI和SI的大量文献记录了FI和SI的多功能性及其在常规测定（在土壤，水，环境，生化和生物技术测定中的用途）的实用性，已证明它们具有用作多功能研究工具的潜力。 

### 透析仪模块
在医学测试应用和具有高浓度或干扰物质的工业样品中，仪器中经常有一个透析仪模块，其中分析物会通过透析膜渗透到单独的流路中，以进行进一步分析。 透析器的目的是将分析物与蛋白质之类的干扰物质分离，后者的大分子不通过透析膜而是进入单独的废物流。试剂、样品和试剂的体积、流速以及仪器分析的其他方面取决于要测量的分析物。 自动分析仪也是非常小的机器。 

### 结果记录
以前是图表记录仪 ，现在是数据记录仪或个人计算机，它会将检测器的输出记录为时间的函数，因此每个样品的输出都显示为一个峰，其高度取决于样品中的分析物含量。 

## 商业化
Technicon于1980年将其业务出售给露华浓 ，露华浓随后于1987年将该公司出售给了独立的临床（拜耳）和工业（Bran+Luebbe，现为SEAL Analytical）买家。当时，工业应用约占CFA机器销量的20％。 
1974年Ruzicka和Hansen在丹麦和巴西进行了一项竞争性技术的初步实验，他们将其称为流动注射分析 （FIA）。 从那以后，该技术在全世界的研究和常规应用中得到广泛应用，并且通过小型化和通过用计算机控制的可编程流量代替连续流量得到了进一步的改进。 
在1960年代，工业实验室一直不愿使用自动分析仪。 最终，通过监管机构的接受证明是，该技术与记录分光光度计没有什么不同，记录分光光度计的试剂和样品的化学比与传统接受的手动方法相同。 
Technicon最著名的CFA仪器是AutoAnalyzer II（于1970年推出），顺序多重分析仪（SMA，1969年）和带计算机顺序多重分析仪（SMAC，1974年）。 Autoanalyzer II（AAII）是大多数EPA方法编写和参考的仪器。     AAII是第二代分段式流量分析仪，它使用2毫米ID的玻璃管，以每分钟2-3毫升的流速泵送试剂。 AAII的典型样品通量为每小时30-60个样品。  第三代分段式流量分析仪是在文献中提出的但直到1984年Alpkem推出RFA 300才商业化开发。 RFA 300通过1毫米ID的玻璃混合线圈以每分钟小于1毫升的流量泵送。 RFA的吞吐量每小时可以处理360个样本，但是在大多数环境测试中，平均每小时可以接近90个样本。 1986年，Technicon（Bran + Luebbe）推出了自己的微流TRAACS-800系统。 
Bran + Luebbe继续制造AutoAnalyzer II和TRAACS，这是一种用于环境和其他样品的微流分析仪，于1997年推出了AutoAnalyzer 3，并于2004年推出了QuAAtro。 Bran + Luebbe CFA业务于2006年被SEAL Analytical收购，他们继续制造、销售和支持AutoAnalyzer II / 3和QuAAtro CFA系统以及离散分析仪。 
其他的CFA仪器制造商如下。 
Skalar Inc.是Skalar Analytical的子公司，成立于1965年，总部位于荷兰布雷达（Breda），自成立以来是一家由员工全资拥有的独立公司。 机器人分析仪，TOC和TN设备以及监测仪的开发扩展了其使用寿命长的SAN ++连续流量分析仪的产品线。 内部产品还提供用于数据采集和分析仪控制的软件包，这些软件包可以根据最新的软件需求运行并处理所有分析仪硬件组合。 
例如，Astoria-Pacific International由以前拥有Alpkem的Raymond Pavitt于1990年创立。 总部位于美国俄勒冈州Clackamas的Astoria-Pacific生产自己的微流系统。 其产品包括用于环境和工业应用的Astoria分析仪系列；用于新生儿筛查的SPOTCHECK分析仪；和FASPac（流量分析软件包）用于数据采集和计算机接口。 
华盛顿州西雅图市的FIAlab Instruments，Inc.还生产几种分析仪系统。 
Alpkem被Perstorp Group收购 ，随后又被德克萨斯大学学院的OI Analytical收购。 OI Analytical生产唯一使用聚合物管代替玻璃混合盘管的分段式流量分析仪。 OI还是唯一一家在同一平台上提供分段流量分析（SFA）和流量注入分析（FIA）选项的主要仪器制造商。 

## 临床分析
AutoAnalyzers主要用于常规重复性医学实验室分析，但在最近几年中，它们逐渐被离散的工作系统所取代，这些系统可降低试剂的消耗量。 这些仪器通常确定血清或其他身体样本中白蛋白、碱性磷酸酶 天冬氨酸转氨酶（AST）、血液尿素氮、胆红素、钙、胆固醇 、肌酐、葡萄糖 、无机磷、蛋白质和尿酸的水平。 自动分析仪使重复的样品分析步骤自动化，否则这些步骤将由技术人员手动进行，以进行如前所述的医学测试。这样一台自动分析仪每天就可以与一位操作技术员一起分析数百个样品。早期的自动分析仪仪器分别按顺序测试了多个样品中的单个分析物。后来的自动分析仪（例如SMAC）在样品中同时测试了多种分析物。 
1959年，Research Specialties Company的Hans Baruch引入了竞争性分析系统。 该系统被称为离散样品分析，并由一种称为“机器人化学家”的仪器代表。 多年来，离散样本分析方法逐渐取代了临床实验室中的连续流动系统。 

## 产业分析
最初的工业应用——主要用于水，土壤提取物和肥料——使用与临床方法相同的硬件和技术，但是从1970年代中期开始开发了特殊的技术和模块，以便到1990年可以进行溶剂提取、蒸馏、连续流中的在线过滤和紫外线消解。 2005年，全球售出的系统中约有三分之二用于各种水质分析，范围从海水中的亚ppb水平到废水中的高得多的水平；其他常见的应用是土壤，植物，烟草，食品，肥料和葡萄酒的分析。 

## 当前用途
自动分析仪仍用于一些临床应用中，例如新生儿筛查或Anti-D，但现在大多数仪器都用于工业和环境工作。ASTM （ASTM International），美国环境保护署（EPA）以及国际标准化组织 （ISO）已针对环境分析物（例如亚硝酸盐、硝酸盐、氨、氰化物和苯酚 ）发布了标准化方法。自动分析仪还普遍用于土壤测试实验室、肥料分析、过程控制、海水分析、空气污染物和烟叶分析。 

## 方法表
Technicon发布了用于各种分析的方法表，下面列出了其中的一些方法。 这些方法和后续方法可从SEAL Analytical获得。 制造商仪器的方法列表可在其网站上轻松获得。 
| 图纸编号 | 判定   | 样品       | 主要试剂       | 比色计   |
| -------- | ------ | ---------- | -------------- | -------- |
| N-1c     | 尿素氮 | 血液或尿液 | 二乙酰一肟     | 520 纳米 |
| N-2b     | 葡萄糖 | 血液       | 铁氰化钾       | 420 纳米 |
| N-3b     | 凯氏氮 | 食材       | 苯酚和次氯酸盐 | 630 纳米 |
| P-3b     | 磷酸盐 | 锅炉水     | 钼酸盐         | 650 纳米 |